# 京王エージェンシー
株式会社京王エージェンシー（けいおうエージェンシー）は、東京都新宿区に本社を置く京王グループの広告代理店。広告に関わる全般的な事業や、各種イベントの企画・立案等を行う。

## 概要
京王グループのハウスエージェンシーである総合広告会社で、京王電鉄の100%子会社である。
広告会社でありながら京王電鉄の交通広告管理・運営事業の業務受託をしており「媒体主」としての機能も有している。東京都から多摩モノレール、株式会社東京スタジアムからは味の素スタジアムの広告管理・運営事業も受託している。また、FC東京及び東京ヴェルディに出資している。
京王電鉄広告指定代理店であるとともに、小田急電鉄・都営地下鉄・多摩モノレールなどの広告指定代理店でもある。企業スローガンは「リアルコミュニケーション -生活者視点、それが私たちの発想原点-」。
主な事業としてSP（一般広告）広告事業・SD(サイン&スペースデザイン）事業・交通広告事業の3つがある。

## 沿革
- 1986年12月：京王観光株式会社から広告事業が分離・独立し、株式会社京王エージェンシーが設立される。
- 1990年4月：同じ京王帝都電鉄グループ（当時）の会社である「京王物産株式会社」と合併する。
- 1992年6月：フォトスタジオ開設
- 2005年2月：明治安田生命ビルへ　本社事務所新宿へ移転
- 2011年5月：新宿NSビルへ　本社事務所移転
- 2021年9月：フォトスタジオ西新宿へ移転